# Pečica
Pečica je razloženo naselje v Občini Šmarje pri Jelšah.
Naselje se nahaja na severozahodnem obrobju Zgornjesotelskega gričevja, ob cesti Podplat-Poljčane, ki je tu speljana čez preval.

## Toponim
Staro ime naselja, v rabi do 1955, je bilo »Sv. Mihael«. Tako kot preimenovanje mnogih drugih krajev po Sloveniji v povojnem času je bilo tudi preimenovanje v Pečico del obsežne kampanje oblasti, da se iz toponimov slovenskih krajev odstranijo vsi religiozni elementi. Pred tem se je toponim Pečica nanašal samo na enega od bližnjih zaselkov.

## Znamenitosti
Naselje se po slemenu Vrhovica (538 mnm) z vinogradi in zidanicami širi do zaselka Šmihel, nad Sladko Goro. Tamkajšnja razgledna podružnična cerkev sv. Mihaela je v osnovi poznoromanska, kasneje pa je bila prezidana in barokizirana.